# Johanna Christiana Starke
Johanna Christiana Starke (* 19. Juni 1731 in Breslau; † 2. März 1809 in Rellingen) geborene Gerhardt war eine deutsche Schauspielerin. Sie galt in ihrer Zeit als  „Stolz des deutschen Theaters“.

## Leben
Sie wurde als Tochter eines Kaufmanns geboren. Ihr Vater hatte während des Krieges viel Geld verloren. Johanna nahm Schauspielunterricht bei Johann Ludwig Starke (1723–1769). Mit Einwilligung der Eltern heirateten die beiden 1748 und schlossen sich der Theatertruppe von Schönemann an. Dort hatte die begabte Johanna ihren ersten Auftritt als Anna in Die Unglückliche Heirat. Offenbar zeigte sie hier schon ihre Begabung fürs Theater, ihre erste größere Rolle war dann am 6. April 1749 in Leipzig das Lottchen in Gellerts Die zärtlichen Schwestern. Sie blieben bei der Truppe auch als sich Schönemann am 2. Dezember 1757 in Hamburg aus dem Geschäft zurückzog. Zusammen mit ihren Kollegen betrieben sie das Geschäft nun auf eigene Kosten.
Dort schloss sich der bekannte Schauspieler Conrad Ekhof mit Frau der Truppe an, der gerade verärgert die Schuchschen Gesellschaft in Danzig verlassen hatte. Dieser überredete den Theaterunternehmer und Schauspieler Heinrich Gottfried Koch die Truppe zu übernehmen. Vom Februar 1758 bis zum September 1763 spielte die Truppe im maroden Opernhaus am Gänsemarkt, bis es 1764 abgerissen wurde. Man ging dann kurz nach Leipzig kehrte aber bald zurück. 1766 verließ das Ehepaar Starke die Truppe, um in Wien zu spielen. Dort feierte Johann Ludwig Starke Erfolge, während seine Frau bei Publikum nicht ankam. Das Paar verdiente hier Geld, kehrte aber dann nach Koch zurück, aber Johann Ludwig Starke starb am 29. April 1769.
Die Witwe blieb bei Theater und folgte Koch 1771 nach Berlin. Dort konnte sie als Sara in Lessings Miss Sara Sampson überzeugen. In Berlin wurde sie mit u. a. mit Karl Wilhelm Ramler und Friedrich Nicolai bekannt. Sie hatte ein gutes Verhältnis mit Christiane Henriette Koch (1731–1804), der Ehefrau von Koch und unterrichtete die aufstrebende Schauspielerin Witthöft (1763–1832) (ab 1795 Frau Nicola). Aber am 3. Januar 1775 starb Koch, zunächst führte seine Witwe die Truppe noch aber am 15. April übernahm der Unternehmer Döbblin die Truppe. Starke und Martini (1727–1801) gingen aber nach Leipzig. Starke mit dem Vorsatz sich von der Bühne zu trennen, aber ihr alter Freund Ekhof holte beide an das neu errichtete Hoftheater nach Gotha. Am 6. Oktober 1775 debütierte sie als Melanide. Sie gefiel den Kritikern aber nicht dem Publikum, daher verließ sie Gotha bereits Ende September 1776 in ging nach Leipzig.
Der in Gotha ansässige Lyriker Friedrich Wilhelm Gotter unterrichtete den hamburgischen Theaterdirektor Friedrich Ludwig Schröder davon. Dieser überredete Starke von Leipzig nach Hamburg zu kommen. Er schickte ihr eine private Kutsche und am 5. Februar 1777 kam sie in Hamburg an, wo sie bereits am 12. Februar als Alte Gräfin in Gotters Lustspiel Jeannette debütierte. Vom Publikum wurde sie hier gefeiert. Sie blieb bis zum 3. März 1780, als sie hier ihre letzte Vorstellung gab.
Anschließend zog sie sich wieder nach Leipzig zurück, wo sie von ihren Ersparnissen leben wollte. Es zeigte sich bald, dass diese nicht ausreichend waren und so kehrte sie auf Bitten von Schröder nach Hamburg zurück, wo sie am 23. Juli 1787 abermals als Alte Gräfin in Jeannette überzeugen konnte. Am 20. Dezember 1797 erfolgte ihre Abschiedsvorstellung als Oberförsterin in Ifflands Die Jäger, denn auch Schröder zog sich vom Theaterleben zurück. Sie setzte sich in Rellingen zur Ruhe, wo auch Schröders Halbschwestern  wohnten und wo Schröder ein kleines Gut besaß. Die Starke starb am 1. März 1809 in Rellingen und wurde am 7. März im Gewölbe beigesetzt.